# Patrocinio (publicidad)

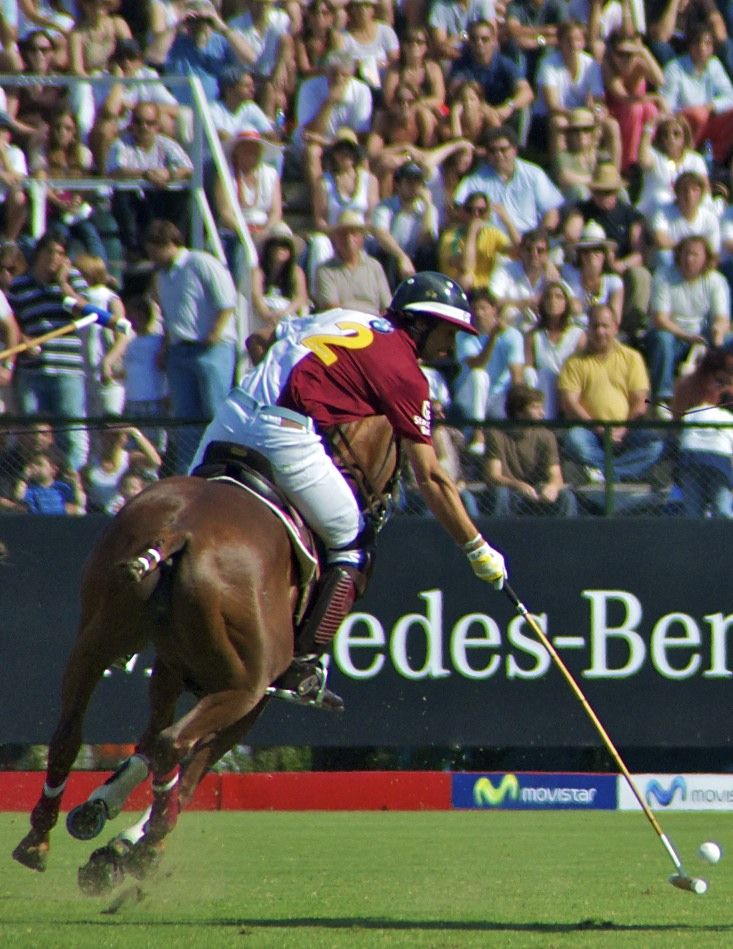
Patrocinio de empresa automotriz en deportes ecuestres como el polo.

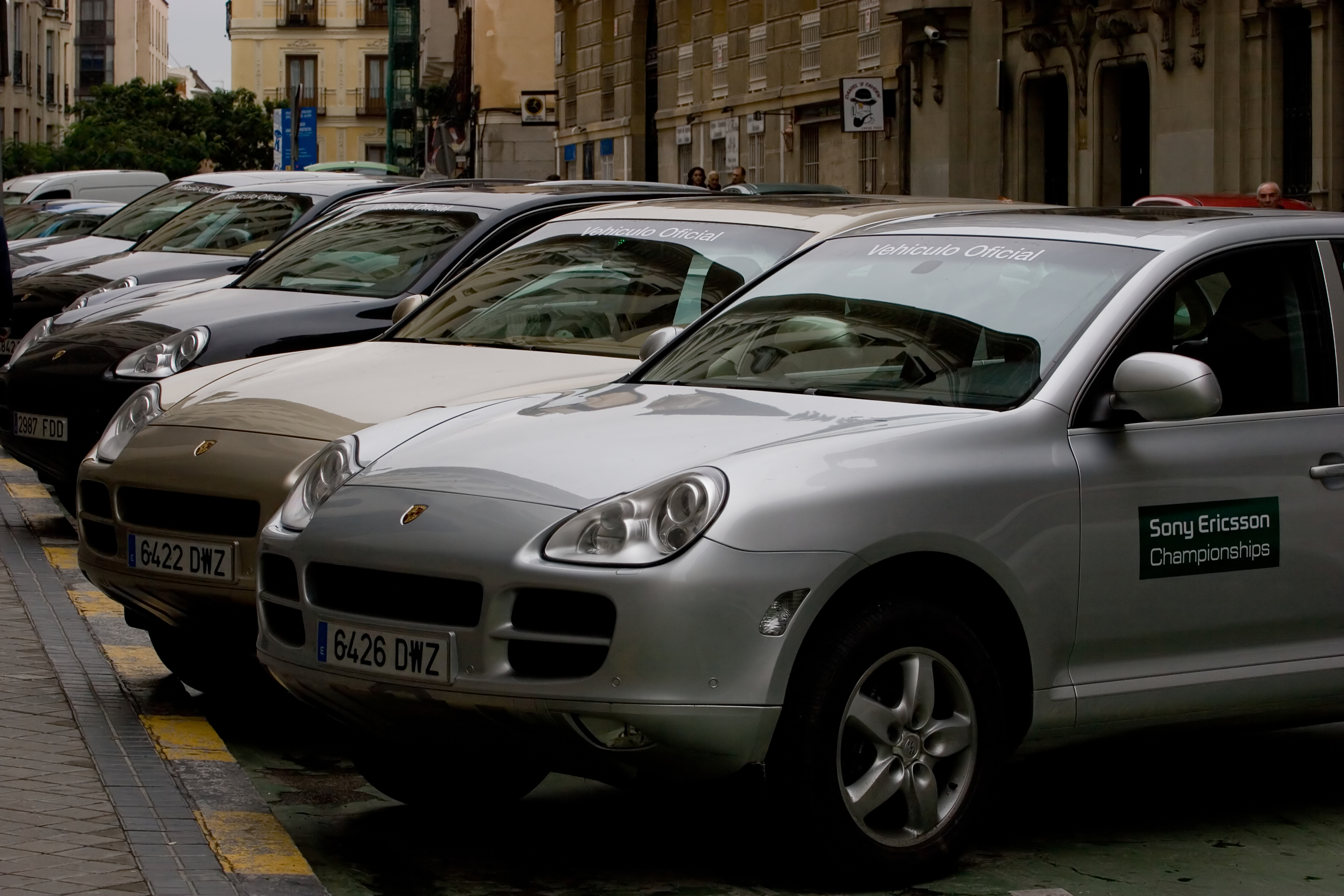
Coches con el símbolo de un patrocinador.

El patrocinio es el convenio entre una persona, física o jurídica y otra con el fin de que éste presente la marca o el producto que desea promover la empresa patrocinadora. A la primera se la suele llamar patrocinador o patrocinante y a la segunda patrocinado. El patrocinador suele buscar un posicionamiento concreto de los mismos asociándolo a una actividad de cierto prestigio. Por su parte, el patrocinado recibe de la firma patrocinadora una contraprestación, normalmente económica o en material. Este tipo de patrocinio es notorio en deportes y medios de comunicación masiva como la radio y la televisión. Muchas compañías quieren a cambio que su logotipo aparezca en el uniforme del equipo. Esto significa que la publicidad está asociada al patrocinio de una forma muy importante.

## Definiciones

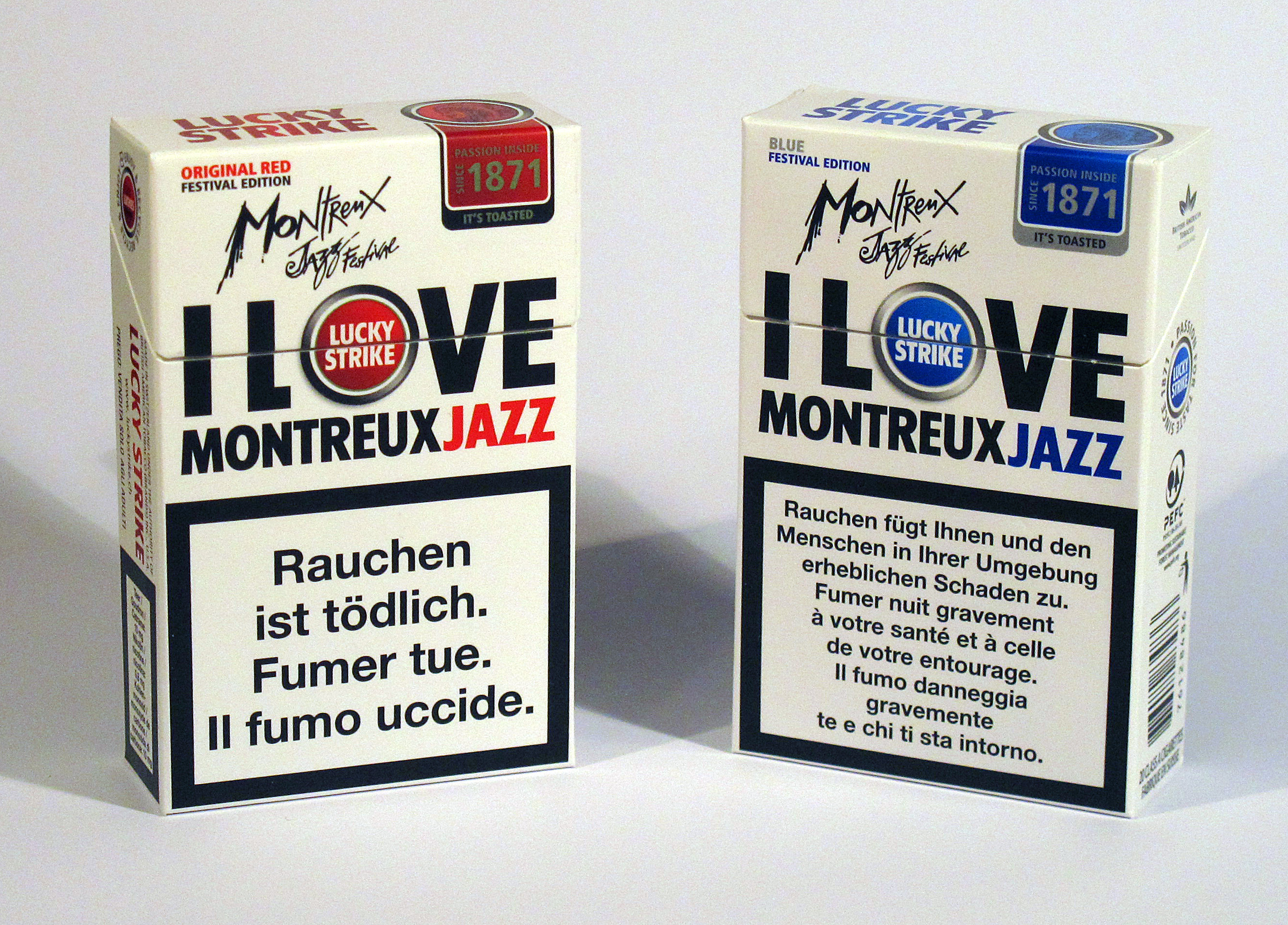
Patrocinio, Festival de Jazz de Montreux, 2012

Según Westphalen y Piñuel (1993) en La dirección de comunicación, mecenazgo y patrocinio designan la contribución de una empresa a la celebración de un acontecimiento, al sostenimiento de una persona o a la ejecución de un proyecto ajeno a la actividad normal de la empresa.
Siguiendo la obra de Westphalen y Piñuel, una empresa o persona jurídica, con carácter más general, realiza cierto desembolso para contribuir a sostener un acontecimiento u otra persona, ya sea esta una persona física o un equipo. Por lo tanto es una técnica diferente a la publicidad, pues el patrocinio no suele llevar mensaje alguno, únicamente un logotipo y su difusión depende de la difusión del acto, la competición o la persona que luce dicho logotipo. Pero asocia los valores de dicha persona o acontecimiento a la marca. Según Casteleiro Villalba y Navarro Gutiérrez (2007) uno de los más famosos que se recuerdan sería el Camel Trophy que le imbuyó a la marca una imagen de destreza, aventura y exotismo disfrutada durante años.Sahnoun (1989) propone por su parte la siguiente definición: “El sponsoring es una forma de comunicación que permite ligar directamente una marca o una sociedad con un acontecimiento atractivo para un público determinado”.
Las más de las veces, los presupuestos de mecenazgo y de patrocinio están asociados a departamentos distintos y son gestionados por diferentes responsables en el seno de la empresa:
- "El patrocinio, que tiene por objetivo el incremento corto plazo de la notoriedad de la empresa y/o de sus productos, está generalmente bajo la tutela del departamento de publicidad."
- "El mecenazgo, que opera de forma más cualitativa y a largo plazo sobre la mejora de imagen de la empresa, es un asunto de comunicación institucional, por tanto, depende del departamento de relaciones públicas, del de comunicación o de la dirección general." (Sahnoun, 2003, p. 369).

## Características

### Ventajas
El motivo por el que se ha generalizado el patrocinio se debe a reunir las siguientes ventajas, según Rafael Muñiz González:
- El acto de patrocinar algo o a alguien relaciona la marca del patrocinador, compañía o producto, con un espacio radiofónico, televisivo, un acontecimiento deportivo, un campeón, un evento cultural... La justificación es que los consumidores proyectan las cualidades positivas de los mismos en la marca o producto patrocinador.
- También es una forma de presencia que no consume tiempo del espectador ni molesta, como sí lo hacen los anuncios, las cuñas de radio, las vallas publicitarias...
- Refuerza el valor social de la empresa mostrando su preocupación y apoyo a determinadas actividades.[4]
- Facilita que la marca sea mostrada por los medios de comunicación en más ocasiones que simplemente por la publicidad.
- Permite la presencia del patrocinador en más ambiente, gracias a la diversificación del ocio.

### Desventajas
- Es solo para marcas conocidas.
- Por cada euro invertido en el patrocinio deben gastarse otros doscientos en darlo a conocer.[3]
- Conlleva riesgos para las dos partes: ¿qué sucede si el deportista no consigue las metas esperadas? ¿qué pasa si la empresa se viera envuelta en un escándalo?[5]

## Diferencias con el mecenazgo
En 1991, un decreto francés definía mecenazgo como un “sostén financiero o material, aportado sin contrapartida directa por parte del beneficiario, a una obra de o a una persona para el ejercicio de actividades que presenten un carácter de interés general”. El patrocinio, en cambio, es “un sostén aportado a una manifestación, a una persona, a un producto o a una organización con vistas a obtener un beneficio directo”.
Lo que aparentemente marca la diferencia entre las dos actividades es la naturaleza de las contrapartidas, así, en el caso del mecenazgo no debe dar lugar a beneficios comerciales directos. En contraposición, el patrocinio (sponsorización) desarrolla una estrategia comercial precisa, en el marco de las políticas comunicaciones y estratégicas de la empresa. El patrocinio, entonces, rinde necesariamente beneficios.

## Tipos
Por un lado existen los llamados patrocinios de reducción de impuestos, que otorgan la posibilidad de tributar menos ante Hacienda mediante el ejercicio de dicho patrocinio.
Mientras que Antoine (2015) en "Mecenazgo y Patrocinio Cultural" explica: el "patrocinio" es la práctica permanente y organizada, a través de la cual una organización comercial o empresa destina recursos propios para el financiamiento parcial o total de un acontecimiento, una persona o una organización que actúa en el campo del deporte, la cultura, las artes, y la ecología, entre otras, esperando como contraprestación de su aporte un beneficio publicitario que contribuya a la elevación de su notoriedad e imagen. En la práctica resulta muy difícil marcar una delimitación clara y precisa entre esta nueva modalidad de la comunicación empresarial y aquella antigua forma de expresión de la filantropía individual que era el mecenazgo. Una sinopsis ecléctica entre las mismas no hará sino concluir que el patrocinio es la versión moderna y corporativa de la antigua práctica personal del mecenazgo. Si es que existen diferencias entre ellas, estas vendrían dadas por el deseo de recuperar con contrapartidas mediatas o diferidas en el tiempo, el montante entregado al subvencionar el acontecimiento en cuestión.
Según Antoine (2005), el "Patrocinio Cultural" vendría a ser entonces esa práctica organizada, a través de la cual una organización comercial o empresa destina recursos propios para el financiamiento parcial o total de un acontecimiento en el campo de los contenidos simbólicos, y que al estar revestido de ciertas condiciones específicas, actúe como soporte de un mensaje corporativo, esperando como contraprestación de su aporte, una mediatizada contribución a la elevación de su notoriedad e imagen en el entorno.Antoine (2005) lo concibe como una relación cívica que expresa el compromiso entre la empresa y la sociedad. Pone en la práctica de la cotidianeidad una muestra patente del comportamiento ético de la corporación a partir de manifestaciones concretas y tangibles y no solo meros discursos. Se constituye así en un instrumento de legitimación social, en la medida en que la empresa asume nuevas responsabilidades con la colectividad, sin estar obligado a ello. Aunque sería sinónimo de mecenazgo empresarial, no siempre hay que asociar el patrocinio publicitario con el mecenazgo, pues en casos particulares se aprecian diferencias notables.